# Formica knighti
Formica knighti es una especie de hormiga del género Formica, familia Formicidae. Fue descrita científicamente por Buren en 1944.
Se distribuye por los Estados Unidos. Se ha registrado en Pinus.